# Свети Илия (Патрик)
Вижте пояснителната страница за други значения на Свети Илия.
„Свети Илия“ (на македонска литературна норма: „Свети Илија“) е възрожденска православна църква в изселеното щипско село Патрик, източната част на Република Македония. Част е от Брегалнишката епархия на Македонската православна църква – Охридска архиепископия.
Църквата е строена през Възраждането. В 1913 година е изгорена заедно със селото от сръбските войски, но са запазени остатъци от сградата и стенописите. В 1988 година с благословия на митрополит Стефан Брегалнишки започва реставрация на храма.